# Мезодерма
Мезодерма (др.-греч. μέσος — средний, промежуточный + δέρμα — кожа), или мезобласт — средний зародышевый листок у двусторонне-симметричных многоклеточных животных, отсутствующий у губок и кишечнополостных.

## Расположение
Располагается между эктодермой и энтодермой. У разных групп животных образуется различными способами.
У плоских червей и немертин полоски мезодермы дают соединительную ткань, заполняющую пространство между внутренними органами, у кольчатых червей и большинства других беспозвоночных полоски мезодермы расчленяются на парные сомиты с вторичной полостью — целомом.
У позвоночных в период нейруляции с боков от зачатка хорды мезодерма расчленяется на спинные (первичные) сегменты — сомиты, нефротомы и несегментированную брюшную мезодерму — боковые пластинки. Между двумя листками каждой из них образуется целом.
Из мезодермы впоследствии формируются хорда, хрящевой и костный скелет, мышцы, почки, кровеносные сосуды.
Мезодерма и её производные оказывают индуцирующее влияние на развитие производных эктодермы и энтодермы и в свою очередь испытывают индуцирующее влияние с их стороны.

## Части мезодермы
Мезодерма дифференцируется на 3 части:
- дорсальная часть получает название сомит и сегментируется на 44 сегмента;
- вентральная часть — спланхнотом расщепляется на 2 листка — париетальный прилежит к эктодерме и висцеральный — прилежит к энтодерме, они замыкаются и заключают вторичную полость тела — целом;
- сегментная ножка, или нефрогонадотом — участок, соединяющий сомиты и спланхнотом.

Нефрогонадотом сегментируется вслед за сомитами, но не до конца, в каудальном отделе ножки не разделяются и формируют диффузную нефрогенную ткань.

## Дальнейшее разделение
Каждый сомит в дальнейшем подразделяется на 3 части:
- склеротом — костная и хрящевая ткань осевого скелета,
- миотом — поперечно-полосатая скелетная мышечная ткань,
- дерматом — соединительнотканная основа кожи.

Нефрогонадотом даст начало эпителию выделительной и половой систем.
Париетальный и висцеральный листки спланхнотома преобразуются соответственно в париетальный и висцеральный листки серозных оболочек (брюшины, плевры, перикарда), а целом — в соответствующие серозные полости тела.
Помимо этого, из спланхнотома выселится большая часть клеток мезенхимы, которая даст начала соединительной и гладкомышечной ткани большинства внутренних органов.
Из висцерального листка спланхнотома разовьются также корковое вещество надпочечников, миокард и эпикард сердца.